# Lijst van gouverneurs en commissarissen van de Koning in Friesland
Dit is een lijst van gouverneurs en commissarissen van de Koning in Friesland. Eerstgenoemde titel werd in 1850 vervangen door de tweede.
| Termijn                          | Naam                                                  | Leven     | Politieke kleur   | Bijzonderheden |
| -------------------------------- | ----------------------------------------------------- | --------- | ----------------- | -------------- |
| 1814 - 1826                      | Idsert Aebinga van Humalda                            | 1754-1834 | orangist          |                |
| 1826 - 1840                      | Jan Adriaan baron van Zuylen van Nijevelt             | 1776-1840 | onafhankelijk     |                |
| 1840 - 1848                      | Maurits Pico Diederik baron van Sytzama               | 1789-1848 | onafhankelijk     |                |
| 1848 - 1878                      | Jan Ernst baron van Panhuys                           | 1808-1878 | gematigd liberaal |                |
| 1878 - 1909                      | Binnert Philip baron van Harinxma thoe Slooten        | 1839-1923 | liberaal          |                |
| 1909 - 1945                      | Pieter Albert Vincent baron van Harinxma thoe Slooten | 1870-1954 | onafhankelijk     |                |
| 1945                             | Antoni Wilhelmus Haan                                 | 1896-1969 | onafhankelijk     | waarnemend     |
| 1945 - 1970                      | Harry Linthorst Homan                                 | 1905-1989 | VVD               |                |
| 1970 - 1982                      | Hedzer Rijpstra                                       | 1919-2011 | CHU               |                |
| 1982 - 1994                      | Hans Wiegel                                           | 1941-2025 | VVD               |                |
| 1994 - 1998                      | Loek Hermans                                          | 1951-     | VVD               |                |
| 1999 - 2008                      | Ed Nijpels                                            | 1950-     | VVD               |                |
| mei 2008 - september 2016        | John Jorritsma                                        | 1956-     | VVD               | [ 2 ]          |
| 13 september 2016 - 1 maart 2017 | Joan Leemhuis-Stout                                   | 1946-     | VVD               | waarnemend     |
| 1 maart 2017 - heden             | Arno Brok                                             | 1968-     | VVD               | [ 4 ] [ 5 ]    |

Drenthe · Flevoland · Friesland · Gelderland · Groningen · Limburg · Noord-Brabant · Noord-Holland · Overijssel · Utrecht · Zeeland · Zuid-Holland